# Новосергеевка (Симферопольский район)
Новосерге́евка (ранее Ново-Сергеевка, также Сергеевка; укр. Новосергіївка, крымскотат. Novosergeyevka, Новосергеевка) — село, включённое в состав Симферополя, располагавшееся на северо-востоке города, по западной стороне проспекта Победы.

## История
Впервые в доступных источниках селение встречается в Статистическом справочнике Таврической губернии. Ч.II-я. Статистический очерк, выпуск шестой Симферопольский уезд, 1915 год, согласно которому в деревне Ново-Сергеевка (Долгорукого) Подгородне-Петровской волости Симферопольского уезда числилось 10 дворов с русским населением без приписных жителей, но с 38 — «посторонними», из которых 20 мужчин и 18 женщин. Жители землёй не владели, в хозяйствах имелось 20 лошадей, 2 вола, 10 коров и 72 головы мелкого скота.
После установления в Крыму Советской власти, по постановлению Крымревкома от 8 января 1921 года была упразднена волостная система и село включили в состав вновь созданного Подгородне-Петровского района Симферопольского уезда, а в 1922 году уезды получили название округов. 11 октября 1923 года, согласно постановлению ВЦИК, в административное деление Крымской АССР были внесены изменения, в результате которых был ликвидирован Подгородне-Петровский район и образован Симферопольский и село включили в его состав. Согласно Списку населённых пунктов Крымской АССР по Всесоюзной переписи 17 декабря 1926 года, в селе Сергеевка, в составе упразднённого к 1940 году Бахчи-Элинского сельсовета Симферопольского района, числилось 163 двора, из них 38 крестьянских, население составляло 649 человек, действовала русская школа. Селение встречается на картах того времени, как Сергеевка и как Ново-Сергеевка (на километровой карте Генштаба Красной армии 1941 года, как и на двухкилометровке 1942 года).
С 25 июня 1946 года Ново-Сергеевка в составе Крымской области РСФСР, а 26 апреля 1954 года Крымская область была передана из состава РСФСР в состав УССР. В 1957 году Ново-Сергеевка включена в состав Симферополя, в связи  расширением административных границ города. Сейчас о селе напоминают Новосергеевская улица и Новосергеевский переулок.